# Faiza Jama Mohamed
Faiza Jama Mohamed (1958) es una activista de los derechos de las mujeres de Somalia, y Directora Regional de Equality Now en África. Fue una destacada defensora del Protocolo de Maputo, y contra la mutilación genital femenina.

## Biografía
Faiza Jama Mohamed tiene una maestría en Administración Empresarial por la  Universidad Estatal de California, Fresno. En 1998 también obtuvo un diploma en derechos humanos del Instituto de Estudios Sociales (ISS) en La Haya.
En 2004 Faiza Jama Mohamed escribió  editoriales para Pambazuka News defendiendo la importancia del Protocolo africano sobre los Derechos de las Mujeres. También escribió para The Guardian.

## Trabajos
- 'African Union Protocol on the Rights of Women in Africa: the SOAWR Campaign', en Roselynn Musa, Faiza Jama Mohammed y Firoze Manji (eds.) Breathing life into the African Union protocol on women's rights in Africa, pp.14–18.
- (ed. con Brenda Kombo y Rainatou Sow) Journey to Equality: 10 Years of the Protocol on the Rights of Women in Africa, Equality Now, 2013.